# Varghällen
Varghällen är ett skär i Åland (Finland). Det ligger i Skärgårdshavet och i kommunen Hammarland i landskapet Åland, i den sydvästra delen av landet. Ön ligger omkring 37 kilometer norr om Mariehamn och omkring 290 kilometer väster om Helsingfors.
Öns area är 0,9 hektar och dess största längd är 170 meter i nord-sydlig riktning. I omgivningarna runt Varghällen växer i huvudsak barrskog. Trakten är glest befolkad. Närmaste större samhälle är Geta, 9,5 km öster om Varghällen.